# Ion Luca Caragiale
Ion Luca Caragiale (ur. 13 lutego 1852 r., zm. 9 czerwca 1912 r. w Berlinie) – rumuński dramaturg, nowelista, poeta i dziennikarz.
TVP pokazała cztery spektakle na podstawie tekstów tego pisarza: Zgubiony list (rum. O scrisoare pierdută), Karnawał (sztuka znana w Polsce także jako Jak to w karnawale, rum.  D-ale carnavalului), Oszczerstwo, Burzliwa noc (rum. O noapte furtunoasă).

## Wybrane prace

### Sztuki teatralne

#### Komedie
- O noapte furtunoasă (1879)
- Conu Leonida față cu reacțiunea (1880)
- O scrisoare pierdută (1884)
- D-ale carnavalului (1885)
- O soacră (fantazyjna farsa w jednym akcie)
- Hatmanul Baltag (opera buffa)
- Începem (sztuka jednoaktowa)
- 1 Aprilie (monodram)

#### Dramaty
- Năpasta (1890)

### Nowele i opowiadania
- O făclie de Paște (1889)
- În vreme de război (1898)
- Din carnetul unui vechi sufleur
- Un artist
- Grand Hôtel "Victoria Română"
- Om cu noroc
- Păcat (1892)
- Norocul culegătorului
- O invenție mare
- Poveste
- Boborul
- Noaptea învierii
- Baioneta inteligentă
- Cănuță, om sucit
- La hanul lui Mânjoală
- Două loturi (1901)
- Caut casă...
- La conac
- Monopol...
- Mamă...
- Ion...
- Partea poetului
- Pastramă trufanda
- Kir Ianulea
- Calul dracului

### Krótkie formy literackie, szkice
- Moftangii
- Națiunea română
- Căldură mare
- Justiție (Caragiale) / Justiție
- Mitică
- Art. 214
- Politică
- O zi solemnă
- Politică înaltă
- Un pedagog de școală nouă
- D-l Goe
- Lanțul slăbiciunilor
- La Moși
- Bubico
- Jertfe patriotice
- Situațiunea
- Românii verzi
- Telegrame
- Triumful talentului
- Tot Mitică
- Proces-verbal
- Ultima oră
- Infamie
- C.F.R.
- Boris Sarafoff
- Repausul duminical
- Urgent
- Cum stăm
- Meteahnă
- Justiția română
- La poștă
- Moșii
- Politică și delicatețe
- Cum se naște o revistă
- Cum se înțeleg țăranii
- Duminica Tomii
- Gazometru
- Istoria se repetă
- Petițiune
- Mici economii...
- Ultima emisiune
- O lacună
- Cadou...
- Diplomație
- O cronică de Crăciun...
- Vizită...
- O conferință
- Țal!...
- Greu, de azi pe mâine... sau unchiul și nepotul
- Antologie...
- Identitate...
- 25 de minute...
- Reformă
- Așa să mor!